# Joseph Marie Quérard

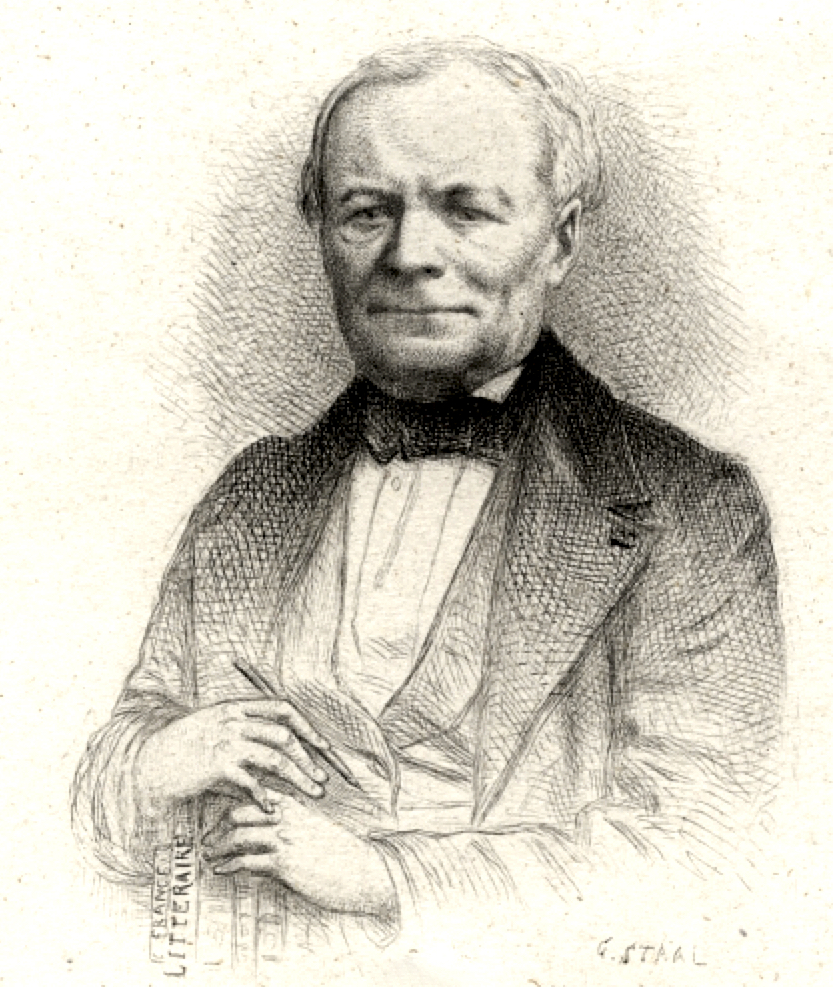
Joseph-Marie Quérard.

Joseph Marie Quérard (* 25. Dezember 1797 in Rennes; † 3. Dezember 1865 in Paris) war ein französischer Bibliograf.

## Leben und Wirken
Geboren in Rennes, kam er nach einer schulischen Grundausbildung bereits mit 11 Jahren in die Lehre zu einem dortigen Buchhändler namens Duchesne. 1812 zog er weiter nach Paris und wurde von dort von 1819 bis 1824 als Handelsvertreter nach Österreich, konkret Wien, entsandt, wo er auch die ersten Bände seines großen Werkes La France littéraire, ou Dictionnaire bibliographique des savants, historiens, et gens de lettres de la France, &c. (14 Bände, 1826–1842) aufzeichnete, welches speziell die französische Literatur des 18. und frühen 19. Jahrhunderts behandelt. Dieses Werk konnte er vollenden, nachdem eine staatliche Beteiligung, vermittelt durch Guizot und die Hilfe des russischen Bibliophilen Serge Poltoratzky (1803–1884), dies ermöglichte. Sein Herausgeber Didot entzog ihm im Juni 1844 den Auftrag für die Fortsetzung namens Littérature française contemporaine, mit der er an die Arbeit der vorherigen 15 Jahre und die 10 Bände des La France littéraire anschließen wollte. Man ließ es stattdessen bei Charles Louandre (1812–1882), Historiker, Alfred Maury (1817–1892), französischer Gelehrter, und Félix Bourquelot verfassen, auch weil die Anmerkungen Quérards zu den Biographien der Autoren epische Ausmaße annahmen: ursprünglich sollte das Verzeichnis 3 Bände umfassen, allerdings kam sein zweiter Band gerade erst bei der Hälfte des Buchstaben B an. Quérard rächte sich, indem er die Fehler und Unkorrektheiten seiner Nachfolger korrigierte – was allerdings dazu führte, dass es ihm trotz seiner Verdienste nicht gelang, sich eine Anstellung in einer öffentlichen Bibliothek zu sichern.
Er starb in Paris an der Cholera, nachdem er bereits über etliche Monate an Nierenentzündung und -steinen litt. Sein nächstes Werk sollte die zweite Auflage des erfolgreichsten seiner Bücher werden: Les supercheries littéraires dévoilées (5 Bände, 1845–56) – in etwa: Die enthüllten Publikumslieblinge. In diesem Werk befriedigte er die Neugier des literarischen Publikums damit, dass er Akronyme und Pseudonyme von Schriftstellern bekannter Werke aufdeckte, naturgemäß nicht immer zum Gefallen derjenigen. Er kam nur noch von A bis Amateur sans prétention. Einem Brüsseler Freund schrieb er:

„Elle me fera de nouveaux ennemis, parce que sous le titre de chaque délit, il y a bien des noms de fauteurs. Il y a surtout un chapitre écrasant, les pseudo-nobles en littérature. Je crains les procès, cher Abner, et n'ai pas d'autres craintes. Mais enfin, il faut bien que quelqu'un ait le courage d'être vrai.“

„Sie wird mir neue Feinde schaffen, da es unter dem Titel eines jeden Vergehen sehr wohl die Namen der Täter hat. Vor allem gibt es ein vernichtendes Kapitel, die Pseudo-Noblen der Literatur. Ich fürchte die Prozesse, lieber Abner, und habe keine anderen Ängste. Aber wie auch immer, es braucht einfach jemanden der den Mut hat, wahr zu sein.“

Er wurde und wird wegen dieses trotzigen Weiterarbeitens entgegen all seines beruflichen Scheiterns auch der Märtyrer der Bibliographen genannt.
Weitere Werke sind:
- Bibliographie La Menaisienne (1849)
- Dictionnaire des ouvrages-polyonymes et anonymes de la littérature française, 1700–1850 (1846–47)
- und ein ergänzender Band zu La France littéraire namens Écrivains pseudonymes etc. (1854–56).